# Remember Baker

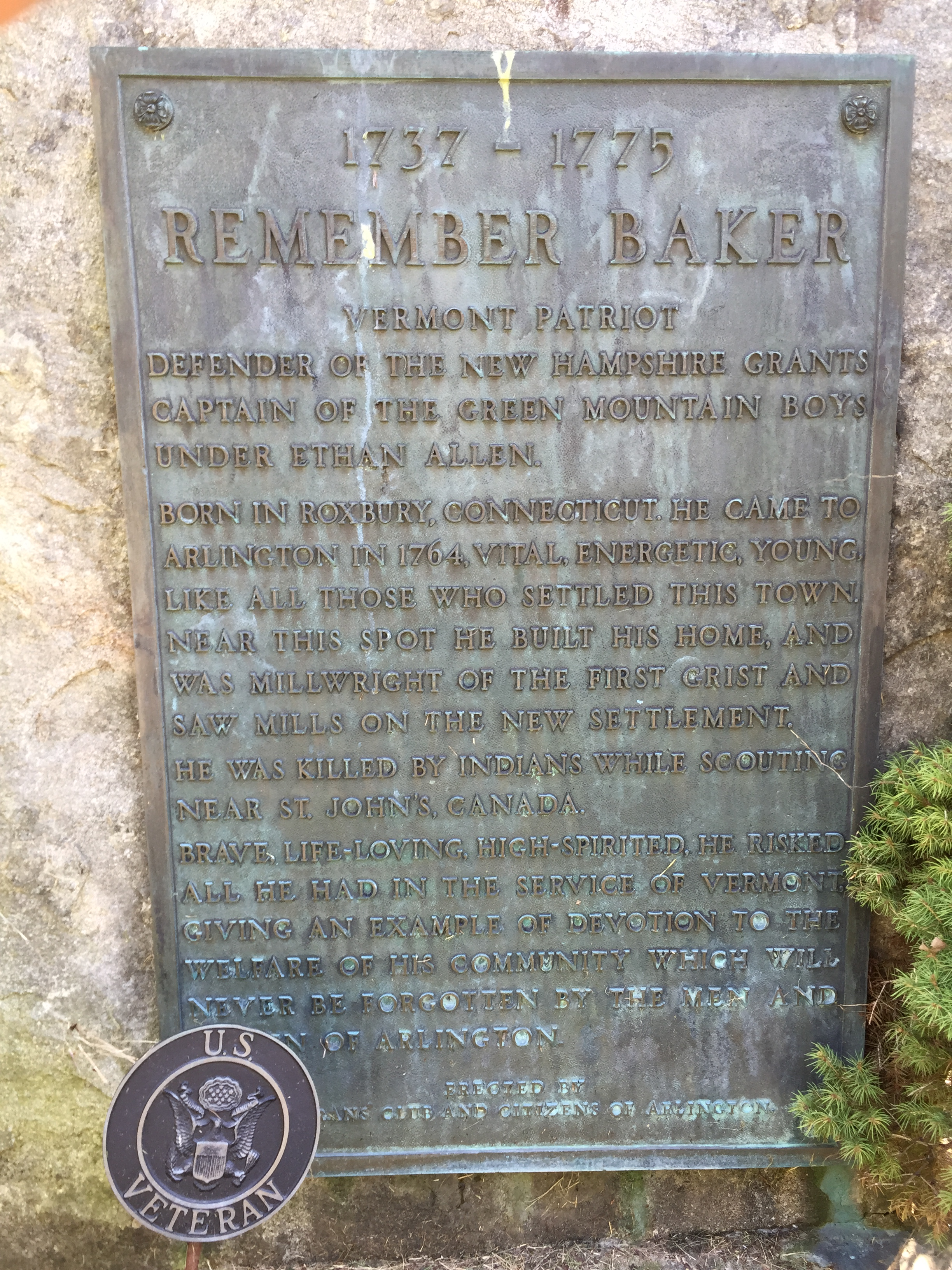
Plaque commémorative, Comté de Bennington, Vermont

Remember Baker (juin 1737 - 22 août 1775) était un membre des Green Mountain Boys. Il est né à Roxbury (Connecticut) (qui faisait alors partie de Woodbury) et mourut dans la Province de Québec. Il était le fils de Remember Baker sénior et Tamar Warner. Il était le cousin germain de Ethan Allen et Seth Warner.
Baker rejoint Ethan Allen pour la capture du Fort Ticonderoga en 1775. Seth Warner et lui se retrouvent  Crown Point et capturent la garnison stationnée à cet endroit. Par la suite, il sert comme éclaireur pour le général Philip Schuyler dans la région autour du fort Saint-Jean où les troupes anglaises et les Amérindiens sont campés.
Aux alentours du 19 août 1775, Baker quitte Ticonderoga pour une autre expédition d'éclairage le long de la rivière Richelieu. Le 22 août, il est abattu par des Amérindiens qui ont capturé son bateau. Les Amérindiens pillent le corps de Baker, coupent sa tête, la plantent sur une perche et la portent en triomphe à Saint-Jean-sur-Richelieu, ce qui horrifie les officiers britanniques. Ces derniers rachètent sa tête aux Amérindiens et l'enterrent, et envoient également plusieurs hommes à l'endroit du meurtre pour enterrer son corps.